# 李满长
李满长（？—），男，中华人民共和国外交官，曾任中华人民共和国驻黑山特命全权大使和中华人民共和国驻塞尔维亚特命全权大使。

## 生平
李满长1977年就读北京外国语学院俄语系，次年被派往南斯拉夫贝尔格莱德大学学习。1982年，大学毕业，进入中华人民共和国外交部工作，曾任外交部欧亚司南斯拉夫处处长、驻南联盟大使馆参赞。2001年4月，出任中华人民共和国驻波德戈里察总领事。2003年9月，结束驻波德戈里察总领事任期。2006年1月，挂职陕西省宝鸡市副市长。2007年1月，出任中华人民共和国驻黑山大使。2010年11月，结束驻黑山大使任期，改任外交部党校教务长。2014年7月，出任中华人民共和国驻塞尔维亚大使。2018年12月，自驻塞尔维亚大使离任。